# Lissoglossa taeniata
Lissoglossa taeniata là một loài ruồi trong họ Tachinidae.